# Majiadu (köpinghuvudort i Kina, Hubei Sheng, lat 32,30, long 110,03)
Majiadu (kinesiska: 麻家渡, 麻家渡镇) är en köpinghuvudort i Kina. Den ligger i provinsen Hubei, i den centrala delen av landet, omkring 450 kilometer nordväst om provinshuvudstaden Wuhan. Antalet invånare är 28 655. Befolkningen består av 13 297 kvinnor och 15 358 män. Barn under 15 år utgör 15,0 %, vuxna 15-64 år 75 %, och äldre över 65 år 9,0 %.
Runt Majiadu är det ganska tätbefolkat, med 96 invånare per kvadratkilometer. Närmaste större samhälle är Yishui, 6,3 km sydost om Majiadu. Trakten runt Majiadu består till största delen av jordbruksmark.
Genomsnittlig årsnederbörd är 1 058 millimeter. Den regnigaste månaden är augusti, med i genomsnitt 177 mm nederbörd, och den torraste är december, med 7 mm nederbörd.